# Lance Allred
Lance Allred (Pinesdale, Montana, 2 de febrero de 1981) es un exjugador de baloncesto con doble nacionalidad estadounidense-mexicano. Con 2.11 de estatura, su puesto natural en la cancha era el de pívot. Con una discapacidad auditiva mayor al 75%, fue el primer baloncestista legalmente sordo en jugar en la NBA, liga en la que actuó en 3 partidos como parte de los Cleveland Cavaliers.

## Trayectoria

### Carrera universitaria
Allred comenzó a jugar al baloncesto a los 13 años en Salt Lake City, Utah. Aunque en 2000 recibió varias ofertas para jugar en la NCAA, finalmente escogió a los Utah State Aggies. Sin embargo sólo estuvo allí dos años, jugando menos de lo que se esperaba de él. En 2002 dejó la Universidad Estatal de Utah para transferirse a la Universidad Estatal de Weber, sosteniendo que estaba disconforme con el maltrato al que el entrenador Rick Majerus lo había sometido (cosa que jamás se comprobó).
El pívot estuvo toda una temporada sin jugar, dedicándose en su lugar a ganar musculatura y perfeccionar sus habilidades individuales. Volvió a la competición para la temporada 2003-04. En su último año en el baloncesto universitario estadounidense promedió 12 rebotes por partido en 29 encuentros, lo que lo convirtió en el tercer máximo reboteador del torneo, sólo superado por Andrew Bogut y Paul Millsap.

### Carrera profesional
Al no ser elegido por ninguna franquicia en el Draft de la NBA de 2005, jugó en le NBA Summer League de ese año como parte de Los Angeles Clippers. 
Sin ofertas en su país, partió hacia Francia, donde jugaría fugazmente en la máxima categoría local con el Rouen y el Bourg-en-Bresse. También actuó en 10 partidos de la LEB2 de España con el CB Llíria.
Tras esa experiencia, retornaría a su país para fichar con el Idaho Stampede, equipo de la NBA Development League con el que establecería un sólido vínculo en las siguientes tres temporadas (una de las cuales, la 2007-08, sería conquistada por la franquicia). 
En marzo de 2008 firmó un contrato de 10 días para formar parte de la plantilla de los Cleveland Cavaliers, el cual luego le sería renovado para permanecer en el equipo hasta el final de la temporada. Aunque Allred solamente vería acción en 3 encuentros, de todos modos pasó a la historia por ser el primer jugador sordo en jugar en la NBA.
El pívot participó de la NBA Summer League de 2008, pero finalmente los Cavaliers lo desvincularon del equipo. Tras un año en Idaho, hizo un nuevo intento por retornar a la liga de baloncesto más importante de su país al jugar nuevamente en la NBA Summer League de 2009 con el Orlando Magic, pero una vez más ninguna franquicia mostró interés por él. 
En la pretemporada de 2010, los Indiana Pacers invitaron a Allred a entrenar con ellos y hasta pudo actuar en un partido amistoso con los colores de la franquicia, pero aun así no le alcanzó para volver a jugar en el campeonato oficial.
La temporada 2010-11 sería la última de Allred en la NBA Development League, jugando en esa ocasión para el Utah Flash.
Los últimos años de su carrera como jugador profesional transcurrieron en diversos destinos como Venezuela, Nueva Zelanda, Japón, México y Catar. También actuó en el Baloncesto Superior Nacional de Puerto Rico, donde ya había competido en 2007 como parte de los Grises de Humacao.

### Selección nacional
Allred integró el equipo de Estados Unidos que terminó como subcampeón en el Campeonato Mundial de Baloncesto para Sordos de 2002, organizado en Grecia.
En 2014 fue convocado por la selección de México para participar del torneo masculino de baloncesto de los XXII Juegos Centroamericanos y del Caribe, en los que el equipo verde sería local y terminaría en la quinta posición.

## Vida privada
Allred pertenece a una familia polígama de mormones fundamentalistas. Su abuelo fue Rulon C. Allred, un líder del movimiento Hermanos Apostólicos Unidos que nació en México, motivo por el cual heredó la nacionalidad mexicana. Nació con una audición menor al 25% como resultado de la incompatibilidad Rh que padeció durante su gestación.
Tras retirarse de la práctica profesional del baloncesto, se convirtió en orador motivacional y escritor. Es autor de los libros autobiográficos Longshot: The Adventures of a Deaf Fundamentalist Mormon Kid and His Journey to the NBA (2009) y Basketball Gods: The Transformation of the Enlightened Jock (2016), del poemario The Pesaro Poems (2017), de How to Give the Million View TEDx Talk: What is Your Polygamy? (2017) sobre su experiencia de preparar una charla TED, y de los textos de autoayuda Daily Perseverance Tracker (2017) y The New Alpha Male: How to Win the Game When the Rules are Changing (2020).

## Estadísticas de su carrera en la NBA

### Temporada regular
| Año     | Equipo    | PJ | PT | MPP | %TC  | %3P  | %TL  | RPP | APP | ROB | TPP | PPP |
| ------- | --------- | -- | -- | --- | ---- | ---- | ---- | --- | --- | --- | --- | --- |
| 2007–08 | Cleveland | 3  | 0  | 3.3 | .250 | .000 | .500 | .3  | .0  | .0  | .0  | 1.0 |
| Total   | Total     | 3  | 0  | 3.3 | .250 | .000 | .500 | .3  | .0  | .0  | .0  | 1.0 |